# Asediul Palmirei
Asediul Palmirei a fost victoria decisivă a împăratului Aurelian în campania împotriva Imperiului de la Palmira din anul 272, care a dus la realipirea provinciilor estice. În anul următor, orașul a fost distrus ca urmare a unei rebeliune secunde.

## Contextul istoric
Imperiul de la Palmira a devenit autonom în anul 260 sub conducerea lui Septimius Odenatus și apoi, sub a soției sale, Zenobia. După o recunoaștere reciprocă inițială a lui Aurelian și Vaballathus (fiul lui Odenathus, domnind sub tutela mamei sale, Zenobia), împăratul a rupt însă pactul și a început o campanie de recucerire. Servind ca recuceritor și restaurator, Aurelian a învins triburile alemanilor cu care se confrunta în Italia, ca mai apoi să se reorienteze asupra Zenobiei pe care o va învinge în bătăliile de la Immae și Emesa. Zenobia a fost forțată să se refugieze în Palmira, unde a organizat ultima rezistență.

## Efective
Forță de invazie care a compus armata lui Aurelian a fost compus din legiuni din provinciile Moesia, Pannonia, Noricum și Raetia, trupe de elită din cadrul Gărzii pretoriene, și cavalerie din Dalmația și Mauretania; contingente numeroase auxiliare din Tyana, Mesopotamia, Fenicia și Palestina romană. 
Nu se cunosc exact efectivele armatei palmireze, se consideră că la Emesa s-au numărat 70.000 de oameni înarmați, mulți dintre ei au format așa-numita cavalerie grea a clibanarii.

## Asediul

### Primul asediu
Vazând că nu mai pot rezista asediului, Consiliul Local a decis să o trimită pe Zenobia în căutare unui aliat puternic pentru a lupta împotriva romanilor. Între timp, palmireni au devenit nesiguri dacă să continue lupta cu orice preț, sau dacă să se predea, cerând iertare de la împăratul roman. În cele din urmă au căzut de acord la a doua soluție, mai ales că Aurelian le-a acceptat condițiile .
Revenind la Emesa, Zenobia a fost judecată alături de complicii săi. Regina a fost în stare să se absoalve de vină, vinovat de ridicare împotriva Romei a căzut un anume Cassius Longinus, filozof neo-platonist, care a fost condamnat la moarte.

### Al doilea asediu
Și în timp ce Aurelian s-a întors în vest, luându-i cu el pe Zenobia și pe Vaballathus, a primit vestea că oamenii din Palmira, sub îndrumarea unui anume Apseo, s-au răzvrătit, ucigându-l pe guvernatorul local, în scopul de a-și asuma purpura imperială, spre deosebire de Aurelian. A decis să proclame împărat, fără întârziere Aurelian s-a întors pentru a potoli revolta. Ordinea a fost restabilită fără luptă, însă orașul Palmira a avut de suferit, nu numai că a ordonat executarea rebelilor înarmați, ci și a femeilor, bătrânilor, copiilor și fermierilor. 

## Consecințe
După această campanie, Palmira nu și-a mai revenit niciodată. Între timp, Fermo, un prieten al lui Odenatus și al Zenobiei, a organizat o revoltă în Egipt. Ocupând Alexandria, a fost proclamat Augustus și a organizat o armată pentru a se putea apăra de Aurelian. Cu toate acestea, a fost învins în curând de împăratul roman, fiind capturat și executat. Estul fiind realipit și pacificat, Aurelian a fost capabil să se întoarcă triumfător la Roma și să se concentreze în Occident, cu recucerirea Imperiului Galic.